# 여보세요 (텔레비전 프로그램)
《여보세요》는 대한민국의 JTBC의 프로그램이다. '여자들이 보는 세상 요즘 이야기'를 줄여 제목을 여보세요로 정하고, 정보와 오락이 결합된 인포테인먼트 경향의 뉴스버라이어티 토크쇼 프로그램이다.

## 방송 시간
- 2013년 1월 18일 ~ 2013년 8월 30일: 매주 금요일 밤 10시